# 约翰·F·霍利
约翰·弗雷德里克·霍利（英語：John Frederick Hawley，1958年8月23日—2021年12月12日），美国天体物理学家，弗吉尼亚大学天文学教授。2013年，他和史蒂文·巴尔布斯共同获得了邵逸夫天文学奖。